# 马来山鹧鸪
马来山鹧鸪（学名：Arborophila campbelli），是鸡形目雉科的一种鸟类。
马来山鹧鸪体重约336克，翼长约129.5毫米，嘴峰长约21.9毫米，喙宽度约5.6毫米，喙厚度约7.5毫米，跗蹠长约40.4毫米，尾长约52毫米。马来山鹧鸪在其分布区内为留鸟，其栖息在密集的高大树木组成的森林中，食性为草食性。
该物种分布于马来半岛的山峰。